# Wim Kieft
Willem Cornelis Nicolaas "Wim" Kieft, född 12 november 1962 i Amsterdam, är en nederländsk före detta fotbollsspelare.
Wim Kieft var centerforward och inledde sin proffskarriär i Ajax i maj 1980. Han tog en ordinarie plats i laget säsongen därpå, och 1981/82 vann han den holländska skytteligan med 32 mål på lika många matcher. Ajax vann ligan denna säsong och efter ännu ett ligaguld 1983 flyttade Kieft till italienska Pisa, där han spelade i tre säsonger. Kieft hade det svårare med målskyttet i den defensivt starka italienska ligan, och efter en säsong i Torino 1986/87, flyttade han tillbaka till Nederländerna och skrev på för PSV Eindhoven. Under sin första säsong i PSV blev Kieft skyttekung med 29 mål på 32 matcher. Denna säsong, 1987/88, vann PSV både ligan och Europacupen. I den mållösa Europacupfinalen mot Benfica gjorde Kieft ett av målen i straffsparksläggningen. Det blev ytterligare ett ligaguld 1989, innan Kieft ånyo flyttade utomlands, denna gång till franska Bordeaux, där han spelade säsongen 1990/91. Han lyckades dock bara göra tre mål på 26 ligamatcher, och flyttade tillbaka till PSV, där han 1992 tog sitt femte ligaguld i karriären. Wim Kieft avslutade karriären efter säsongen 1993/94.
I holländska landslaget gjorde Kieft 11 mål på 43 landskamper. Han gjorde debut mot Schweiz i september 1981 och spelade sin sista landskamp i en VM-kvalmatch mot San Marino i september 1993. Kieft var med i EM 1988 och 1992 samt VM 1990.